# Meggyvirágmoly
A meggyvirágmoly vagy cseresznyevirágmoly (Argyresthia pruniella) a valódi lepkék (Glossata) alrendjébe tartozó pókhálós molyfélék (Yponomeutidae) családjának egyik, hazánkban is előforduló faja.

## Elterjedése, élőhelye
Európai faj, ami az Atlanti-óceántól az Urálig mindenfelé előfordul. Magyarországon is általános.

## Megjelenése
Barna, finoman fényes alapszínén világosabb és sötétebb minták rajzolódnak ki. A szárny fesztávolsága 10–12 mm.

## Életmódja
Évente egy nemzedéke nő fel. A peték telelnek át a gazdanövény ágkoronájában.
Hazai fontosabb tápnövényei:
- meggy
- cseresznye
- kajszi
- őszibarack

Másodlagos jelentőségű tápnövények az egyéb gyümölcsfák, valamint a cserjék:
- galagonya
- mogyoró
- ükörkelonc (Lonicera xylosteum)

Tavasszal a kikelő hernyó berágja magát a rügybe, és ezt addig ismétli, amíg virágrügyet nem talál, tehát egy hernyó több levélrügyet is elpusztíthat. A virágbimbóban a generatív részeket és a terméskezdeményeket fogyasztja (és finoman beszövi őket). A károsított virág megbarnul és leszárad. A hernyó májusig fejlődik, majd leereszkedik a földre, és bebábozódik.
A rajzás június–júliusra esik. A lepke nappal fejjel lefelé fordulva pihen, és a pihenő testtartásban „hintázik” – ezt a mozgást más lepkéknél még nem figyelték meg. Petéit a tápnövény fás részeire rakja.
Főként
- Németországban,
- Svédországban,
- Angliában,
- Svájcban és
- Kelet-Európában

jelentős kártevő – a kár függ attól is, hogy vadon termő tápnövényei milyen messze helyezkednek el. Magyarországi kártételéről 1917 óta tudunk; azóta sokszor és sok helyen károsított. Jelentősége változó: a korán érő fajtákban több kárt tesz.

## Külső hivatkozások
- Mészáros Zoltán – Szabóky Csaba: A magyarországi molylepkék gyakorlati albuma. Budapest: Agroinform. 2005.  arch Hozzáférés: 2018. április 6. (PDF)